# آلیشیا لورتیگ
آلیشیا لورتیگ (۱۹۱۳–۲۰۰۳) گیاه‌شناس آرژانتینی و فرانسوی، متخصص جهان در گیاه‌شناسی بود.

## زندگی شخصی و تحصیلات
آلیشیا لورتیگ در بوئنوس آیرس، آرژانتین متولد شد. پدر او فرانسوی و مادرش آرژانتینی بود. او در دانشگاه بوئنوس آیرس به تحصیل در رشته‌های داروسازی و بیوشیمی پرداخت و در سال ۱۹۴۶ موفق به دریافت مدرک دکترا شد.

## پیشه
با وجود تحصیلات دانشگاهی‌اش، لورتیگ حرفه خود را به‌عنوان یک گیاه‌شناس ادامه داد و به‌ویژه در طبقه‌بندی خانواده‌های گیاهی مانند حنانیان، آلالگان، مایاکاسه و شبدر ترشکیان تخصص یافت. او همچنین به تاریخ گیاه‌شناسی در آمریکای جنوبی و آنتیل علاقه‌مند بود.
از سال ۱۹۳۸ تا ۱۹۴۷، به‌عنوان گیاه‌شناس در مؤسسه میگل لیلو در دانشگاه توکومان فعالیت داشت. سپس به مؤسسه گیاه‌شناسی داروینیون در سن ایسیدرو منتقل شد.
لورتیگ در طول دوران حرفه‌ای خود از باغ‌های گیاه‌شناسی سراسر آمریکا و اروپا بازدید کرد، ازجمله: باغ‌های گیاه‌شناسی سلطنتی کیو، بریتانیا (۱۹۴۸ تا ۱۹۵۰)، باغ‌های گیاه‌شناسی استکهلم، سوئد (۱۹۵۰–۱۹۵۱)، کپنهاگ، دانمارک (۱۹۵۱)، بوستون، آمریکا (۱۹۵۲–۱۹۵۳)، واشینگتن، آمریکا (۱۹۵۳).
در سال ۱۹۵۵، مرکز ملی تحقیقات علمی فرانسه او را استخدام کرد و او به موزه ملی تاریخ طبیعی فرانسه پیوست، جایی که به‌عنوان متصدی مجموعه گیاه‌شناسی دنیای جدید فعالیت کرد. او در تکمیل فلور دو فرانس به همراه هیپولیت کاست همکاری داشت و در بازبینی کد بین‌المللی نام‌گذاری گیاه‌شناسی مشارکت کرد.
لورتیگ همچنین مجموعه‌های گیاه‌شناسی گردآوری‌شده توسط ایمه بونپلند (۱۷۷۳–۱۸۵۸)، خوزه سلستینو موتیس (۱۷۳۲–۱۸۰۸)، سوریان و چارلز پلومیر (۱۶۴۶–۱۷۰۴) را که در موزه پاریس نگهداری می‌شد، سازمان‌دهی کرد. در سال ۱۹۷۹، به‌عنوان همکار پژوهشی موزه منصوب شد.
او همچنین به جمع‌آوری مواد گیاهی در آمریکای جنوبی پرداخت و در سال‌های ۱۹۶۳–۱۹۶۴ و ۱۹۶۹، در قطب جنوب فرانسه نیز تحقیقات میدانی انجام داد.
لورتیگ سردبیر مجله لیلوآ نیز بود.

## جوایز
- جایزه هزاره در شانزدهمین کنگره بین‌المللی گیاه‌شناسی به او اهدا شد[۶]
- لاک آلیسیا در جزیره استرالیا، یکی از جزایر کرگولن در قطب جنوب فرانسه به نام او نامگذاری شده است[۱۰]
- یک مسیر پیاده‌روی در یکی از ذخیره گاه‌های زیستی Serro de Mar در برزیل به نام او نامگذاری شده است[۶]
- حدود ۲۰ جنس و گونه گیاهی به نام او نامگذاری شده‌اند،[۱۰] از جمله Alicia W.R.Anderson از خانواده مالپیگیان،[۱۱] Lourteigia R.M. King & H. Rob. (از خانواده Asteraceae),[۱۲]و همچنین Lourtella S.A.Graham, Baas & Tobe از خانواده حناییان.[۱۳]